# Ciclos de Formação Humana
Os Ciclos de Formação Humana (CFH) compreendem uma maneira de organização de tempos e espaços escolares dos estudantes de forma a se adequar melhor a educação escolar às características biológicas e culturais do desenvolvimento de todos os alunos. É uma reavaliação dos sistemas avaliativos, do acesso e permanência dos estudantes na escola. Nos CFH concebe-se o conhecimento como parte integrante da formação humana.

## Organização de tempos e espaços
Na seriação, os estudantes são organizados por anos, normalmente chamados de séries, em que necessitam obter uma média (entre 60% e 70% dos pontos distribuídos no ano) para receber promoção para o ano seguinte. Os Ciclos de Formação Humana não se organizam em anos norteados pelos conteúdos a serem ministrados pois cada ser humano tem seu momento certo para ter seu desenvolvimento em relação a construção de um conhecimento. Não se pode trabalhar o calendário escolar sem levar em conta esta questão, sendo esta muito importante para verificar o desempenho do crescimento do educando, não sendo esse limitado aos doze meses de uma ano de maneira rígida e inflexível.

## Currículo e avaliação
No processo do ciclo de formação não se passa o aluno de uma série a outra e sim seu desenvolvimento ocorre por meios de ações que buscam a integração no processo educativo assim o aluno terá a possibilidade de desenvolvimento crescente da complexidade dos conceitos e da apropriação progressiva do método. Os conhecimentos acumulativos vão se seguindo observando-se a assimilação deles pelas crianças e adolescentes, avaliando-se e reavaliando-se constantemente. Esse procedimento é confundido algumas vezes com promoção automática, onde o estudante não precisa ser avaliado, o que é um engano, uma vez que a avaliação é frequente e recorrente.
O estudo por projetos é privilegiado nos CFH, especialmente nos anos iniciais, sendo no entanto subordinados a grade curricular nacional que precisa ser respeitada.